# 土星科研生产联合体
土星科研生产联合体（Сатурн（НПО））是俄罗斯的一家飞机发动机制造商。苏联的两家发动机研究所：阿尔希普·米哈伊洛维奇·留里卡创立的留里卡设计局与索洛维约夫设计局合并，其产品有土星AL-31、土星AL-41等产品。其总部位于雷宾斯克。

## 產品

### 渦輪噴氣發動機
- AL-7
- AL-21
- AL-32

### 渦輪風扇發動機
- AL-31發動機[3][4]
- AL-41发动机
- 36MT，為Kh-59M系列空射戰術導彈而研製。[5]
- PowerJet SaM146 發動機 （與Snecma合作）
- PD-35發動機，為中俄合製CR929型廣體客機、俄國研製中Il-96雙發版本及象式運輸機而研製（與同系什韦措夫发动机设计局合作，為該設計局製PD-14的增強型）

## 外部連結
- Official site （页面存档备份，存于）
- NPO Saturn history